# Соя Антон Володимирович
Антон Володимирович Соя (нар. 22 грудня 1967 року) — рок-продюсер, поет і письменник, автор книг «Порок серця», «Джаз-Банда», «ЕмоБой» та «ЕмоБіль», «З. Л. О.», «Собача королева», а також слів відомої пісні «Попса». Став відомий після своїй фантастичної повісті «ЕмоБой», опублікованої у 2008 році.
У травні 2013 року вийшла перша дитяча книга А. Соя "Зірочка. Конячка, яка співає "про пригоди співаючої міні-конячки в світі підпільного звіриного московського шоу-бізнесу. У травні 2014 року видано книжку «Йожка йде в школу, або Пригоди трьохсотрічної дівчинки».

## Біографія
Народився в Ленінграді (сучасний Санкт-Петербург). Має диплом викладача біології. Закінчив Російський державний педагогічний університет ім. А.І. Герцена.
Соя співпрацював з групою «Бригадний підряд» з моменту її утворення та написав для неї 20 текстів пісень, багато з яких стали хітами гурту.
З 1998 по 2006 рік був продюсером групи «МультFільми». Також працював з групою «Кукринікси».
В 2006 році брав участь у записі альбому Ч/б групи Пілот, читаючи інформацію про Ейнштейна та фрагменти з загальної теорії відносності.
З 2007 по 2012 рік працював главою дитячого департаменту видавництва «Азбука-Аттікус». У цей період став відомий завдяки публікації своєї книги «ЕмоБой», а згодом і її продовження «ЕмоБіль». З травня 2012 року заступник головного редактора групи компаній «Леніздат».

## Цікаві факти
- Спільно з видавництвом «Азбука» збирає та випускає авторську компіляцію в 12 томах «Поети Російського року».*
- Влаштував прогулянку по Неві на кораблику з панк-концертом для кумира свого дитинства Джона Лайдона (Роттена).
- Організатор антифашистського фестивалю в клубі «Спартак» за участю групи «Fun-da-mental».
- Двічі визнавався журналістами найкращим продюсером Санкт-Петербурга (премія «Кактус» та премія журналу «Музикант»).
- Бестселер «ЕмоБой» проданий немислимим для субкультурної казки тиражем в 120 000 екземплярів й вважається найяскравішою та спірною «Янг едалт» книгою, виданою в постперебудовний час.

## Відзнаки
- Книга «Зірочка. Конячка, яка співає» увійшла до щорічного каталогу найкращих книг різних країн, які надійшли до фонду Міжнародної юнацької бібліотеки в Мюнхені в 2014 році.
- 15 лютого 2014 року книга «Зірочка. Конячка, яка співає» стала переможцем конкурсу «Книга року-2013: вибирають діти» (Russian Children's Choices) в шорт-листі «Найкращі книги російських авторів 2013 року: вибір дітей».
- У 2014 році художник Олександр Георгійович Траугот створив ілюстрації до книги «ЕмоБой». Книга випущена видавництвом «АСТ».

## Проекти
- Поети російського року — автор ідеї та редактор,
- Кінопроби,
- Рок-група — продюсер,
- «Горшок» (Я алкоголік, я анархіст),
- МультFільми — продюсер,
- Ber-linn,
- Vaкцина,
- Кукрыниксы — сопродюсер,
- Башаков Бенд,
- Бригадний підряд.
- МП-Три,
- Бондзинський,
- Вогняна Муха.